# 西螺東市場
西螺東市場，為雲林縣西螺鎮的一個傳統市場，其歷史可追溯至清領時期形成於渡船頭附近的市集，為西螺最早的市集。在1950年代才建造了此市場建築，且使用了興建西螺大橋的剩餘木料，鋼筋混凝土部分為1965年完工。因商圈移轉導致市場逐漸沒落，東市場一度面臨拆遷爭議，後來在2011年修復完工，並於2010年登錄為雲林縣歷史建築。

## 介紹
西螺東市場一帶在過去位於濁水溪的渡船頭驛站附近，在市後街一帶逐漸形成了市集。在1930年代，東市場以竹管棚架搭建起市集。在1950年代，東市場使用了興建西螺大橋的剩餘木料，建築為現在的形式，鋼筋混凝土部分為1965年完工。東市場在臨延平老街一側的建築立面仍延續了老街的看板建築風格。
後來東市場因商圈轉移而沒落，且因部分構件老舊而被列為危險建築，一度面臨拆遷爭議。螺陽文教基金會在2007年發起「西螺歷史街區店家活化與老屋再造計畫」，使東市場得以保存，並在2011年修復完工後，作為西螺文創市集。 